# 上海青西郊野公園
上海青西郊野公園位於中華人民共和國上海市青浦區西南部的金澤鎮，东至山泾港，西至练西公路，南至南横港，北至淀山湖，规划总面积22.35平方公里，2016年10月對外試運營。公園內有湿地、湖泊（太蓮湖）、河流、水杉林、池杉、大量水生生物物种以及60多亩的“水上森林”。